# Jinotega (departement)
Jinotega is een departement van Nicaragua, gelegen in het noorden van het land. De hoofdstad is de gelijknamige stad Jinotega.
Het departement is met een oppervlakte van 9222 km² het grootste departement van het land. Qua inwoners zit Jinotega met 467.969 mensen (2019) echter in de middenmoot.

## Toerisme
Er zijn in het departement veel restaurants en markten die uiteenlopende soorten fruit, groenten, vlees en drank serveren. De stad Jinotega ligt bij het kunstmatige Apanasmeer, waar men kan vissen en zeilen. De stad wordt wel "ciudad de las brumas" (stad van de mist) genoemd. Het is een stad met daarom heen een groot ruraal gebied, waar vooral koffie wordt verbouwd.
Het mooie San Rafael del Norte bevindt zich op twintig minuten rijden vanaf de hoofdstad. Dit stadje was eind jaren twintig, begin jaren dertig het hoofdkwartier van de troepen van generaal Augusto César Sandino. Er is een mooie kerk en een museum over Sandino en zijn vrouw Blanca Arauz.

## Gemeenten
Het departement is ingedeeld in acht gemeenten:
- El Cuá
- Jinotega
- La Concordia
- San José de Bocay
- San Rafael del Norte
- San Sebastián de Yalí
- Santa María de Pantasma
- Wiwilí de Jinotega

Boaco · Carazo · Chinandega · Chontales · Estelí · Granada · Jinotega · León · Madriz · Managua · Masaya · Matagalpa · Nueva Segovia · Rivas · Río San Juan
Autonome regio's: Región Autónoma de la Costa Caribe Norte · Región Autónoma de la Costa Caribe Sur